# 國民議會 (海地)
國民議會（法語：Assemblée Nationale）是海地的国家立法机构，擁有參議院和眾議院。議會總部設在首都太子港。海地國民議會奉行兩院制，上議院為海地參議院，下議院為海地眾議院。至今最後一次國會選舉為2016年。

## 成員組成

### 參議院
海地參議院（法語：Sénat de Haïti）是國民議會裡的上議院，有30個席位，並分成十個部門，每部門人數為3人。每位任期六年，每兩年改選三分之一（10位）。

### 眾議院
海地眾議院（法語：Chambre des Députés）是國民議會裡的下議院，有119個席位，任期四年。

## 主要政黨
- 希望阵线（Fwon Lespwa/Front de l’Espoir）
- 国家民主进步大会（Rassemblement des Démocrats Nationaux Progressistes）
- Respè党
- 重建海地基督教全国联盟（Union Nationale Chrétienne pour la Reconstruction d’Haïti）
- 新海地基督教运动（Mouvement Chrétien pour Batir une Nouvelle Haïti）
- 人民奋斗组织（Oganizasyon Pèp Kap Lité）
- 民主同盟党（Alyans/Alliance Démocratique）
- 国家重建阵线（FRN）
- 国家和解独立运动（Mouvement Indépendant pour la Réconcilation Nationale）

## 現況
現任參議院議長：约瑟夫·朗贝尔 。2021年1月就任，任期1年
眾議院議長則自2020年1月13日起懸空。

參議院（2017-2019）光頭黨(PHTK)12席，團結聯盟(INITE)10席，RDNP黨8席，海地行動黨(AAA)4席，沖洗家庭(FL)2席，AD黨2席，PPD黨2席，海地進步解放新盟(LAPEH)2席。
本屆眾議院（2015-2019）光頭黨(PHTK)31席，真理黨(VERITE)17席，斗争人民组织(OPL)9席，KID黨8席，沖洗家庭(FL)8席，海地行動黨(AAA)6席，其他40席由20個政黨分別佔有。
因2019新冠病毒疫情，本屆議會結束後一直未進行換屆選舉。

## 建築物
國民議會大廈位於海地首都太子港，海地國民議會的主要辦事處 。大廈於2010年1月12日被強烈地震襲擊，主結構受到嚴重破壞。地震後不久，議會在臨時辦公室繼續辦理公務。

## 外部連結
- （法文）官方網站